# Born to Run (пісня)
«Born to Run» — пісня Брюса Спрінґстіна, випущена 1975 року. Вийшла в однойменному альбомі, а також як сингл. «Born to Run», написана, як любовний лист до дівчини Венді.
Ця пісня потрапила до списку 500 найкращих пісень усіх часів за версією журналу Rolling Stone
У 1974 році Брюс Спрінгстін уклав контракт з лейблом «CBS», але перші дві платівки продавалися погано. Тому співакові було поставлено умову: або він напружиться і видасть нарешті стовідсотковий хіт, або контракт буде розірваний. Такою піснею стала «Born to Run». Керівництво CBS побачило великий потенціал у пісні «Born to Run» («Народжені бігти»), тому на витрати для запису альбому не поскупилося.

## Чарти

### Щотижневі чарти
| Чарт (1975)              | Найвища позиція |
| ------------------------ | --------------- |
| Australia                | 38              |
| Canadian RPM Top Singles | 53              |
| US Billboard Hot 100     | 23              |
| US Cash Box Top 100      | 17              |

### Щотижневі чарти (Live Version)
| Чарт (1987)         | Найвища позиція |
| ------------------- | --------------- |
| Irish Singles Chart | 9               |
| UK                  | 16              |

### Чарти на кінець року
| Чарт (1975) | Позиція |
| ----------- | ------- |
| Canada      | 188     |

## Сертифікації
| Регіон                                                      | Сертифікація  | Продажі   |
| ----------------------------------------------------------- | ------------- | --------- |
| Австралія (ARIA)                                            | 2× Платиновий | 140 000   |
| Італія (FIMI)                                               | Золотий       | 25 000    |
| Велика Британія (BPI)                                       | Платиновий    | 600 000   |
| США (RIAA)                                                  | 2× Платиновий | 2 000 000 |
| продажі+прослуховування, що базуються лише на сертифікаціях |               |           |